# Hươu sao Mãn Châu
Hươu sao Mãn Châu hay còn gọi là hươu sao Dybowski (Danh pháp khoa học: Cervus nippon mantchuricus hay là Cervus nippon dybowskii) là một phân loài của loài hươu sao, chúng là phân loài lớn nhất trong số 14 phân loài hươu sao, phân bố tại vùng Mãn Châu, Bắc Triều Tiên và vùng Viễn Đông nước Nga.

## Đặc trưng
Cả hai tên của phân loài này là dybowskii, và tên gọi chung, hươu sao Dybowski là tên gọi danh dự để vinh danh nhà tự nhiên học người Ba Lan Benedykt Dybowski, người phát hiện để mô tả ra con hươu này khi ông khám phá Siberia.
Hươu sao Mãn Châu trước đây được tìm thấy ở Mãn Châu (Đông Bắc Trung Quốc), Hàn Quốc và Viễn Đông của Nga. Hiện nay nó có thể sẽ bị tuyệt chủng ở Trung Quốc và Hàn Quốc, nhưng vẫn còn khoảng 9.000 cá thể vẫn còn sống trong các khu vực dân cư thưa thớt của vùng Primorsky Krai ở Nga. Có nhiều chương trình nuôi sinh sản ở châu Âu, để săn bắn và làm thịt nai, bao gồm cả Ba Lan.
Chiều dài cơ thể của phân loài hươu này là 155 cm (61 in) và đuôi là lên đến 20 cm (7,9 in). Chiều cao tới vai là 75–110 cm (30–43 in). Con cái nặng tới 80–90 kg (180-200 lb) và bò lên đến 110–160 kg (240-350 lb). Thời kỳ mang thai của chúng kéo dài lên đến 221 ngày sau đó sẽ sinh ra một con non.

## Đặc điểm chung

### Mô tả chung
Nhìn chung, chúng có thể chất nhẹ nhàng, cân đối, chân dài và mảnh. Đầu nhỏ, cổ dài, tai thường dài hơn đuôi. Bộ lông nhìn chung có màu vàng đậm, con cái nhạt hơn và con đực thẫm hơn. Trên nền vàng đỏ rải rác những đốm trắng, sạch gọi là "sao". Độ lớn của những sao này nhỏ về phía lưng và lớn hơn về phía bụng. Những sao ở hai bên sống lưng tạo thành hai hàng vạch dọc, còn các sao ở mình không có hàng rõ rệt. Từ gáy đến cổ và dọc trên sống lưng có một đường chỉ thẫm, mút đuôi có lông màu trắng, mặt dưới đuôi trần. ở phía dưới gốc đuôi và mặt sau của đùi có những sợi lông trắng dài 4 – 6 cm kết hợp tạo thành cái gọi là "gương". "Gương" này có hình tam giác, chỉ những khi xúc cảm, những lông của "gương" này mới dựng lên.
Tuyến nước mắt phát triển mạnh. Co cái không có sừng. Hươu đực mới có sừng Con đực có sừng 2 - bốn nhánh. Thân phủ lông ngắn, mịn, màu vàng hung, có 6 - 8 hàng chấm trắng (như sao) dọc theo hai bên thân. Có vệt lông màu xám kéo dài từ gáy dọc theo sống lưng. Bụng màu vàng nhạt. Bốn chân thon nhỏ màu vàng xám. Đuôi ngắn, phía trên vàng xám, phía đuôi trắng, mút đuôi có túm lông trắng. Đầu to vừa phải có dạng hình chữ V, khoảng cách giữa hai gốc sừng rộng, mắt tinh, mõm dài vừa, đôi tai luôn nghe nhóng nhanh nhạy, đầu cổ kết hợp tốt, cổ dài vừa phải và thon nhỏ, sống lưng thẳng, lưng thon mình ngựa, lưng, sườn, bụng kết hợp, mông cân đối nở nang, đùi đầy đặn có cơ thịt nỗi rõ chắc, mông và đùi linh hoạt, kết hợp chắc chắn.
Bốn chân thon nhỏ dài vừa chắc chắn, vận động tự nhiên, nhanh nhẹn, hai chân trước không qua thấp so với hai chân sau, hai chân sau chùng xuông so với hai chân trước, phía sau hơi thấp hơn so với phía trước, con cái thì đuôi luôn phe phẩy, mắt sáng nhanh nhẹn, hươu cái có cơ thể phát triển cân đối, khoẻ mạnh, béo vừa phải. Bình thường lông có màu vàng sẩm, trên thân có những đốm trắng giống sao nỗi rõ, dưới cằm, cổ, đùi có màu trắng nhạt, tính tình nhanh nhẹn ít hung dữ, mắt tinh, mõm dài vừa, đôi tai luôn nghe nhóng nhanh nhạy.

### Tập tính ăn
Trong tự nhiên, chúng thường sống theo đàn từ 5-7 con, có khi tới hàng chục con. Hươu sao thích sống nơi trảng cỏ, rừng thưa và những nơi gần đầm hồ, sông, suối nơi có nhiều lá và cỏ non. Chúng là động vật yếu, luôn là con mồi ngon của nhiều loài thú ăn thịt như hổ, báo... nên chúng có tập tính kiếm ăn vào ban đêm. Chúng chủ yếu hoạt động vào ban đêm, ban đêm hươu ăn tới 60% tổng số thức ăn của khẩu phần. Thức ăn là cỏ, lá cây, ưa thích nhất là các loại lá cây có nhựa mủ như: sung, ngái, mít, chúng thích ăn cỏ tươi, không ăn cỏ đã khô và các loại lá cây, chúng sống ở rừng thưa trên núi đất, ưa thích nơi khô ráo. Sống thành từng đàn, hiền lành và nhút nhát, chúng đặc biệt rất nhút nhát, thính giác và thị giác rất tốt, thích sinh hoạt bầy đàn thể hiện tính hoang dã. 

### Sinh sản
Hươu hai tuổi thì trưởng thành sinh dục (động dục và giao phối). Chúng động dục vào mùa thu và đẻ vào mùa xuân, thời gian chửa khoảng 6 tháng rưỡi đến 7 tháng, lúc con đực đòi nhảy mà con cái trốn chạy, nó có thể phát khùng và húc chết con cái. Khi con cái động dục có biểu hiện là việc kêu rống, đi lại nhiều, hươu đực ít ăn hơn bình thường từ 30 - 40%, tiếng kêu rít lên to và kết thúc bằng giọng khàn khàn. Thời kỳ này hươu đực bị kích thích mạnh, tính tình hung dữ hơn, đi lại lung tung, hay cúi gầm đầu xuống sát đất, hướng cặp sừng ra phía trước như sẵn sàng lao vào cuộc ẩu đả, hai chân trước cào bới đất. Dịch hoàn phát triển mạnh, dương vật luôn rỉ nước màu đen như nước điếu, mùi rất hoi.
Hươu cái trong mùa động dục thường cũng ít ăn hơn. Hiện tượng động dục tương đối rõ xung huyết thành âm đạo, cổ tử cung tiết niêm dịch, đầu kỳ động hớn niêm dịch dính kéo dài như thủy tinh, giữa kỳ động hớn niêm dịch trong suốt chứa đầy âm đạo và chảy ra quanh cơ quan sinh dục ngoài, còn cuối kỳ động hớn niêm dịch đục và giảm số lượng. Hươu cái động hớn thường biểu hiện không yên tĩnh, thích gần con đực.
Vài ngày trước khi đẻ, hươu cái ít hoạt động hơn và thường nằm tách biệt với đàn. Những biểu hiện bên ngoài dễ thấy như bụng to, bầu vú căng và sạ xuống, âm hộ sưng mọng, thái độ hoảng hốt lúc đứng, lúc nằm, đuôi ve vẩy luôn. Hươu thường đẻ con vào ban đêm nhất là khoảng chiều tối. Động tác đẻ giống như
trâu bò, trước lúc đẻ có hiện tượng vỡ màng ối, làm chảy ra một chất nước nhầy màu vàng đục. Sau đó 2 chân trước con non ra trước, rồi đến mõm, đầu, ngực, lưng và 2 chân sau.
Hươu con ra theo chiều lưng - bụng như trên là đẻ thuận. Thời gian từ khi vỡ màng ối cho đến lúc 2 chân trước con non lò ra, thường kéo dài 5 - 10 phút và đến khi đẻ hươu con ra khoảng 25 - 40 phút. Hươu mẹ thường dùng răng cắn đứt dây rốn, rồi liếm khắp mình con cho khô sạch. Hươu con đẻ ra khoảng nửa giờ sau khi đẻ đã đứng dậy được và bú mẹ. Trong những ngày đầu, hươu con thường nằm nhiều và nằm tách mẹ đến bữa mới về bú. 